# Simon Martirosjan
Simon Martirosjan (armenisch Սիմոն Մարտիրոսյան in wissenschaftlicher Transliteration Simon Martirosyan, * 17. Februar 1997 in Hajkaschen) ist ein armenischer Gewichtheber.

## Biografie
Simon Martirosjan stellte 2014 in der Gewichtsklasse bis 94 kg die Juniorenrekorde im Stoßen, Reißen und Zweikampf auf. Im gleichen Jahr nahm er an den Olympischen Jugend-Sommerspielen teil, wo er in der Gewichtsklasse über 85 kg die Goldmedaille gewann. Auch bei seinem Debüt bei den Olympischen Spielen 2016 in Rio de Janeiro konnte er das Finale im Schwergewicht erreichen, jedoch unterlag er im Finale dem Usbeken Ruslan Nurudinov.
Nachdem Martirosjan bei der Europameisterschaft 2016 bereits Bronze gewinnen konnte, gelang es ihm 2017 und 2019 den Europameistertitel zu gewinnen.
Auch bei Weltmeisterschaften 2018 gelang ihm der Sieg in der Gewichtsklasse bis 109 kg, dabei stellte er im Stoßen einen neuen Weltrekord auf. Auch im Folgejahr konnte er seinen Weltmeistertitel verteidigen und stellte dieses Mal im Reißen einen neuen Weltrekord auf.